# Ibolya Csák
Ibolya Csák   (Budapest, 6 de gener de 1915 - Budapest, 9 de febrer de 2006) va ser una atleta hongaresa, especialista en salt d'alçada, que va competir durant la dècada de 1930.
El 1936 va prendre part en els Jocs Olímpics de Berlín, on va guanyar la medalla d'or
en la competició del salt d'alçada del programa d'atletisme. Aquesta fou una de les victòries més igualades en la història dels Jocs Olímpics, ja que tres atletes van superar el metre i seixanta centímetres en la final, però cap d'elles va superar la següent alçada. En un quart salt extra Csák fou l'única que l'afrofità i guanyà la medalla d'or.
En el seu palmarès també destaca una medalla d'or al Campionat d'Europa d'atletisme de 1938. En aquesta prova finalitzà inicialment segona, rere Dora Ratjen, però poc després es va descobrir que era un home i fou desqualificat. L'alçada superada per Csák en aquesta competició suposà el rècord hongarès durant 24 anys. També guanyà set campionats nacionals de salt d'alçada entre 1933 i 1939 i dos de salt d'alçada, el 1937 i 1939. Es retirà el 1939.

## Millors marques
- Salt d'alçada. 1m 64cm (1938)
- Salt de llargada. 5m 35 cm (1939)[1][2]